# Académie salésienne
L'Académie salésienne est une société savante fondée le 21 août 1878 à Annecy par un groupe d'ecclésiastiques.

## Histoire
L'Académie salésienne est fondée en 1878 par un groupe d'ecclésiastiques, parmi lesquels Monseigneur Claude-Marie Magnin, évêque d'Annecy, et soutenue par son successeur, Monseigneur Louis-Ernest-Romain Isoard. Afin de se démarquer de l'autre société savante annécienne, l'Académie florimontane, la Salésienne oriente ses travaux vers les textes théologiques et la vie de saint François de Sales.
À l'origine réservée aux ecclésiastiques, les statuts enregistrés en 1897 indiquent que ne seraient admis « ni étrangers à l'association, ni femmes, ni mineurs ». Cependant, l'organisme évolue et en 1982, une femme, Marie-Thérèse Hermann, obtient la présidence.
Aujourd'hui, l'Académie, d'après l'article 1er de ses statuts, "a pour objet les études historiques et archéologiques concernant la Savoie (spécialement l'ancien diocèse de Genève) et tout ce qui a rapport avec saint François de Sales".
Elle est reconnue comme « établissement d'utilité publique » par décret, le 23 février 1979.
La Salésienne est membre de l'Union des sociétés savantes de Savoie.

## Localisation

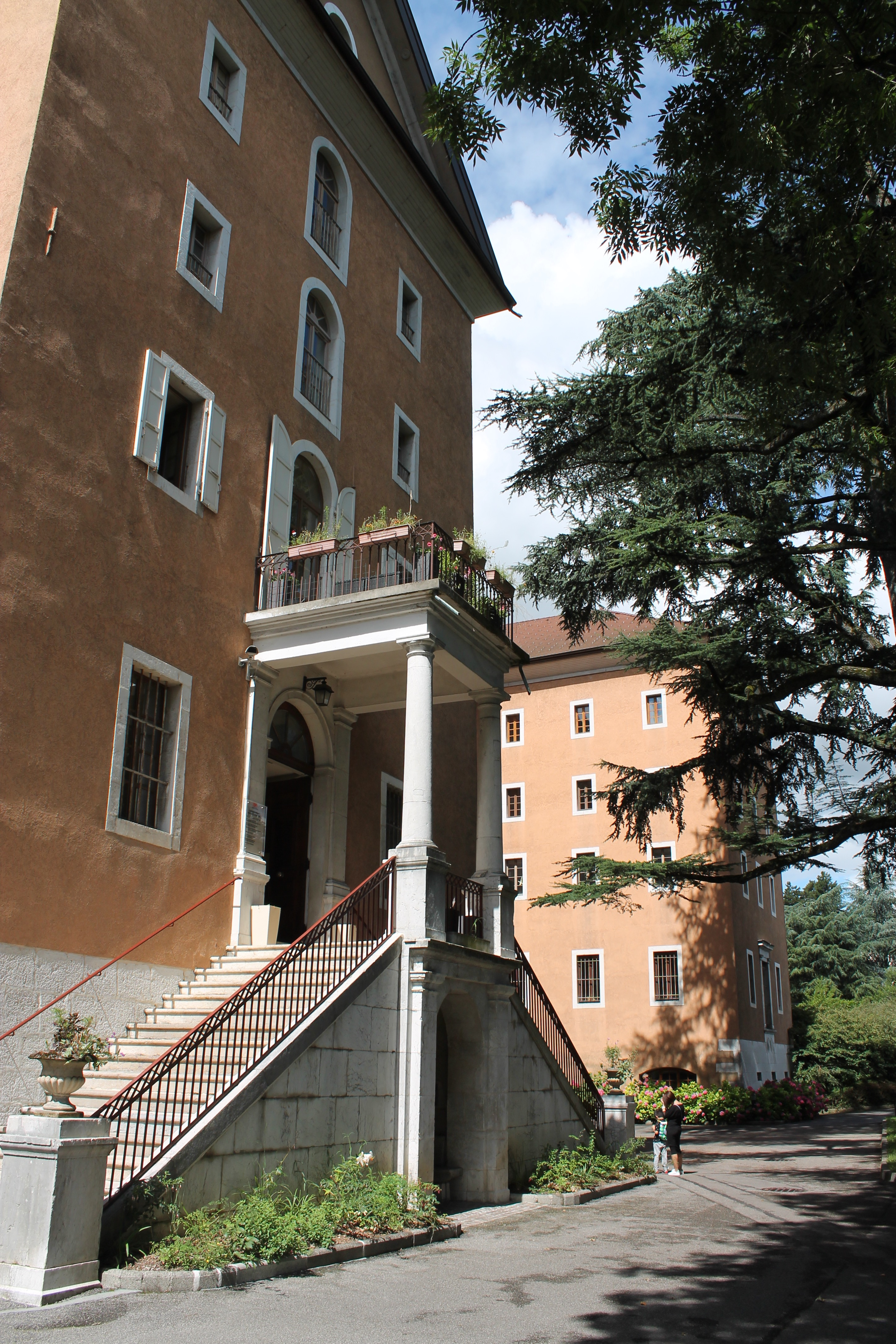
grand séminaire d'Annecy, bâtiments des, de style néoclassique sarde inscrit dans le site protégé du château d'Annecy. Acquis par le département de la Haute-Savoie en 1973.

L'Académie de la salésienne siège au Conservatoire d'Art et d'Histoire d'Annecy, situé dans l'ancien grand séminaire d'Annecy, construit entre 1684 et 1688 par Monseigneur Jean d'Arenthon d'Alex, évêque de Genève et d'Annecy.

## Publication
Publication de mémoires et de documents, dont une partie est disponible sur Gallica.

## Membres de l'Académie
L'association compte environ 200 membres.

### Présidents
Les présidents qui se succèdent à la tête de l'Académie depuis 1878 sont :
- 1878 — 1893 : Chanoine Michel-André Dumont, décède en 1893 ;
- 1893 — 1895 : Chanoine Claude-Antoine Ducis (1819-1895, prêtre, historien, Archiviste départemental de la Haute-Savoie)[7], décède en 1895 ;
- 1895 — 1904 : Chanoine Jean-Marie Chevallier (1839-1905, prêtre, professeur de théologie au grand Séminaire d'Annecy)[8], membre fondateur ;
- 1904 — 1910 : Chanoine Jean-François Gonthier (1847-1913, prêtre, historien)[9], réélu en 1910 mais refuse ;
- 1910 — 1926 : Chanoine Jean-Marie Lavorel (1846-1926, prêtre, journaliste, historien)[10], décède en 1926,
- 1927 : Chanoine Charles-Marie Rebord (1856-1927, prêtre, directeur du Grand séminaire d'Annecy)[11], élu le 11 janvier 1927, décède le 4 juillet 1927. Membre de l'Académie florimontane ;
- 1927 — 1935 : Chanoine Adrien Gavard (1859-1935, prêtre, directeur du grand Séminaire d'Annecy)[12], élu le 2 août 1935. Membre de l'Académie florimontane ;
- 1935 — 1941 : Chanoine Francis Mugnier (1884-1949, prêtre)[13], élu le 5 février 1935, réélu le 7 février 1939 ;
- 1941 — 1948 : Chanoine François Coutin (1881-1977, prêtre, historien)[14], élu le 2 décembre 1941 ;
- 1948 — 1952 : Chanoine Émile Berthoud (1915-2007, prêtre, spécialiste d'archéologie et d'art chrétiens)[15], élu le 3 février 1948 ;
- 1952 — 1972 : Chanoine François Coutin (1881-1977, prêtre, historien)[14], de nouveau, décède en 1972 ;
- 1972 — 1979 : Roger Devos (1927-1995, prêtre, historien, enseignant)[16], démissionne ;
- 1979 — 1982 : Pierre Soudan (1930-2001, historien, journaliste)[17], élu le 18 avril 1979, démissionne ;
- 1982 — 1986 : Marie-Thérèse Hermann élue le 2 juin 1982 ;
- 1986 — 2001 : Pierre Soudan (1930-2001, historien, journaliste)[17], de nouveau élu le 22 janvier 1986, décède en 2001 ;
- 2001 — 2002 : Marie-Thérèse Hermann (historienne)[18], par intérim, puis élue le 31 juillet 2001 ;
- 2002 — 2010 : Christian Regat (historien, journaliste, guide-conférencier)[19],[20], élu le 11 juin 2002. Élu en 2013 à l'Académie des sciences, belles-lettres et arts de Savoie, avec pour titre académique membre associé résidant[21] ;
- 2010 — en cours : Laurent Perrillat (archiviste paléographe)[22], élu le 25 mai 2010. Élu en 2013 à l'Académie des sciences, belles-lettres et arts de Savoie, avec pour titre académique membre associé non résidant[21].